# Ohtirka
Ohtirka (ukránul: Охтирка, oroszul: Ахтырка) város Ukrajna Szumi területén, az Ohtirkai járás és Ohtirka község székhelye. A településen egykori légibázis is található, amelyet 2004-ben zártak be. Korábban a 809. kiképző repülőezred állomásozott ott.

## Fekvése
Ohtirka a Szumi terület déli részén található, a Vorszkla folyó bal partján fekszik, a Szumi, Harkiv és Poltava városok által alkotott háromszög középpontjában, az orosz határtól mintegy 50 km-re.

## Népessége
| év   | lélekszám |
| ---- | --------- |
| 1867 | 17411     |
| 1900 | 25965     |
| 1979 | 45785     |
| 1989 | 50726     |
| 2001 | 50400     |
| 2014 | 48881     |
| 2016 | 48645     |
| 2019 | 47971     |
| 2021 | 47216     |

## Fordítás
- Ez a szócikk részben vagy egészben  az   Okhtyrka című angol Wikipédia-szócikk fordításán alapul.  Az eredeti cikk szerkesztőit annak laptörténete sorolja fel. Ez a jelzés csupán a megfogalmazás eredetét és a szerzői jogokat jelzi, nem szolgál a cikkben szereplő információk forrásmegjelöléseként.